# Cophixalus variabilis
Espèce
Statut de conservation UICN

 LC  : Préoccupation mineure
Cophixalus variabilis est une espèce d'amphibiens de la famille des Microhylidae.

## Répartition
Cette espèce est endémique de Papouasie-Nouvelle-Guinée. Elle se rencontre dans la province de Baie Milne, dans la Province centrale ainsi que dans les îles de Normanby et de Fergusson dans les îles d'Entrecasteaux.

## Publication originale
- Kraus & Allison, 2006 : Three new species of Cophixalus (Anura: Microhylidae) from southeastern New Guinea. Herpetologica, vol. 62, no 2, p. 202-220 (texte intégral).